# Tour der australischen Rugby-Union-Nationalmannschaft nach Neuseeland 1949
| Tour der Wallabies nach Neuseeland 1949 | Tour der Wallabies nach Neuseeland 1949 | Tour der Wallabies nach Neuseeland 1949 | Tour der Wallabies nach Neuseeland 1949 | Tour der Wallabies nach Neuseeland 1949 |
| Übersicht                               | S                                       | G                                       | U                                       | N                                       |
| --------------------------------------- | --------------------------------------- | --------------------------------------- | --------------------------------------- | --------------------------------------- |
| Test Matches                            | 02                                      | 02                                      | 0                                       | 0                                       |
| Sonstige Spiele                         | 10                                      | 09                                      | 0                                       | 1                                       |
| Gesamt                                  | 12                                      | 11                                      | 0                                       | 1                                       |
|                                         |                                         |                                         |                                         |                                         |
| Neuseeland                              | 02                                      | 02                                      | 0                                       | 0                                       |

Die Tour der australischen Rugby-Union-Nationalmannschaft nach Neuseeland 1949 umfasste eine Reihe von Freundschaftsspielen der Wallabies, der Nationalmannschaft Australiens in der Sportart Rugby Union. Das Team reiste im August und September 1949 durch Neuseeland, wobei es zwölf Spiele bestritt. Dazu gehörten zwei Test Matches gegen die All Blacks. Die Wallabies gewannen beide und errangen erstmals auf neuseeländischem Boden den Bledisloe Cup. In den übrigen Spielen mussten sie nur eine Niederlage hinnehmen.
Parallel zu dieser Tour fand von Mai bis September 1949 eine Tour der Neuseeländer nach Südafrika statt. Dies führte zur ungewöhnlichen Situation, dass am 3. September zwei Test Matches der All Blacks ausgetragen wurden (je eines in Wellington und Durban), die beide verloren gingen. Hauptgrund für die Durchführung der Tour der Australier war, dass der neuseeländische Verband auch den Māori Länderspiele ermöglichen wollte (diese waren in Südafrika wegen der Apartheid-Bestimmungen nicht erwünscht).

## Spielplan
- Hintergrundfarbe grün = Sieg
- Hintergrundfarbe rot = Niederlage

(Test Matches sind grau unterlegt; Ergebnisse aus der Sicht Australiens)
| #  | Datum              | Gegner                                                | Ort              | Stadion            | Ergebnis |
| -- | ------------------ | ----------------------------------------------------- | ---------------- | ------------------ | -------- |
| 01 | 17. August 1949    | King Country Rugby Football Union                     | Taumarunui       | The Domain         | 24:6     |
| 02 | 20. August 1949    | Bay of Plenty Rugby Union                             | Whakatāne        | Rugby Field        | 35:8     |
| 03 | 24. August 1949    | East Coast & Poverty Bay Rugby Football Union         | Gisborne         | The Oval           | 20:12    |
| 04 | 27. August 1949    | Bush & Wairarapa Rugby Football Union                 | Masterton        | Solway Showgrounds | 21:14    |
| 05 | 31. August 1949    | Horowhenua & Manawatu Rugby Union                     | Palmerston North | Showgrounds Oval   | 29:6     |
| 06 | 03. September 1949 | Neuseeland                                            | Wellington       | Athletic Park      | 11:6     |
| 07 | 07. September 1949 | Golden Bay-Motueka & Marlborough & Nelson Rugby Union | Blenheim         | Lansdowne Park     | 14:8     |
| 08 | 10. September 1949 | Buller & West Coast Rugby Football Union              | Greymouth        | Rugby Park         | 15:17    |
| 09 | 14. September 1949 | Hanan Shield Districts                                | Oamaru           | Showgrounds Oval   | 9:0      |
| 10 | 17. September 1949 | Southland Rugby Football Union                        | Invercargill     | Rugby Park Stadium | 15:10    |
| 11 | 21. September 1949 | Canterbury Rugby Football Union                       | Christchurch     | Lancaster Park     | 16:12    |
| 12 | 24. September 1949 | Neuseeland                                            | Auckland         | Eden Park          | 16:9     |

## Test Matches
| 3. September 1949 | Neuseeland                         | 6 : 11         | Australien                                     | Athletic Park, Wellington Zuschauer: 30.000 Schiedsrichter: Eric Hill (Neuseeland) |
| 3. September 1949 | Versuche: Moore Straftritte: Kelly | (3:11) Bericht | Versuche: Garner (2) Windon Erhöhungen: Cawsey | Athletic Park, Wellington Zuschauer: 30.000 Schiedsrichter: Eric Hill (Neuseeland) |

Aufstellungen:
- Neuseeland: Vince Bevan, Alan Blake, Ronald Bryers, Benjamin Couch, Ronald Dobson, Arthur Hughes, Albert Lunn, Jack Kelly, Graham Moore, William Mumm, Rex Orr, Johnny Smith , Bob Stuart, Richard White, Hector Wilson
- Australien: Trevor Allan , Jack Baxter, Jack Blomley, Dave Brockhoff, Cyril Burke, Roy Cawsey, Neville Cottrell, Keith Cross, Clarence Davis, Neville Emery, Ralph Garner, Rex Mossop, Nicholas Shehadie, Bevan Wilson, Colin Windon

| 24. September 1949 | Neuseeland                                                | 9 : 16        | Australien                                                                 | Eden Park, Auckland Zuschauer: 25.000 Schiedsrichter: Leslie Walsh (Neuseeland) |
| 24. September 1949 | Versuche: Roper Straftritte: O’Callaghan Dropgoals: Smith | (0:8) Bericht | Versuche: Emery Solomon Windon Erhöhungen: Allan Cawsey Straftritte: Allan | Eden Park, Auckland Zuschauer: 25.000 Schiedsrichter: Leslie Walsh (Neuseeland) |

Aufstellungen:
- Neuseeland: Vince Bevan, Jack Bond, Alfred Budd, Benjamin Couch, Arthur Hughes, Jack Kelly, Albert Lunn, Jack McLean, Raymond O’Callaghan, Desmond O’Donnell, Roy Roper, Harry Rowley, Johnny Smith , Bob Stuart, Richard White
- Australien: Trevor Allan , Jack Baxter, Jack Blomley, Dave Brockhoff, Cyril Burke, Roy Cawsey, Neville Cottrell, Keith Cross, Neville Emery, Ralph Garner, Rex Mossop, Nicholas Shehadie, John Solomon, Bevan Wilson, Colin Windon